# Alexandre Kaddouri

a Compétitions nationales et continentales officielles uniquement.

b Matchs officiels uniquement.
Dernière mise à jour le 6 mars 2025.
Alexandre Kaddouri, né le 12 décembre 2003 à Rochefort[réf. nécessaire] (Charente-Maritime), est un joueur français de rugby à XV évoluant au poste de pilier gauche.

## Biographie
Alexandre Kaddouri est formé à la pratique du rugby à XV au sein du Rugby Athletic Club angérien de 2009 à 2012, puis au Sport athlétique rochefortais durant la saison 2012-2013. Il intègre par la suite le Stade rochelais.
Sélectionné avec l'équipe de France des moins de 20 ans, il remporte le Championnat du monde en 2023.
Le 3 février 2024, il fait ses débuts professionnels avec le Stade rochelais en Top 14 face au Montpellier Hérault Rugby (victoire 18 à 10). Durant cette deuxième partie de saison 2023-2024, il profite des blessures de Reda Wardi et de Thierry Paiva pour engranger du temps de jeu, étant en concurrence avec Louis Penverne.
En milieu de saison 2024-2025, toujours sous contrat espoir, Alexandre Kaddouri prolonge celui-ci avec son club formateur.

## Palmarès
- France -20
  - Vainqueur du Championnat du monde junior en 2023